# Saison 2023-2024 de snooker
Navigation
2022-2023 2024-2025
La saison 2023-2024 de snooker commence le 4 mai 2023 et se termine le 6 mai 2024. Le calendrier comporte 40 tournois dont 17 comptent pour le classement mondial des joueurs. 

## Joueurs qualifiés
Les joueurs qualifiés pour cette saison sont les suivants :
- Les 68 premiers joueurs du classement mondial après le dernier championnat du monde
- Les 4 joueurs qui ont terminé en tête du classement annuel parmi les joueurs non-qualifiés à l'issue de la saison précédente
- Les vainqueurs des compétitions internationales affiliées à la fédération internationale de snooker (Open de la fédération, Open junior de la fédération, championnat d'Europe, championnat d'Europe des moins de 21 ans, championnat d'Asie pacifique, championnat d'Amérique et championnat d'Afrique)
- Deux joueurs qualifiés par le biais du circuit de qualification qui s'est déroulé tout au long de la saison précédente (le joueur qui a fini en tête du classement général de la saison régulière et le vainqueur de l'épreuve finale)
- Trois nominations du circuit chinois
- La championne du monde féminine, ainsi que la no 1 au classement mondial du circuit féminin
- Les demi-finalistes des deux tournois de qualification disputés à la fin de la dernière saison, soit huit joueurs
- Les finalistes des deux épreuves qualificatives asiatiques et océaniennes, soit quatre joueurs
- Deux joueurs bénéficiaires d'une invitation allouée par la fédération

## Nouveautés
- Retour des tournois organisés en Chine, avec la réintroduction de quatre tournois de classement ; le Masters de Shanghai, l'Open de Wuhan (nouveau tournoi), le championnat international et l'Open mondial. Sont aussi ajoutés des tournois sur invitation ; l'Open de Huangguoshu (première édition) et le Masters de Macao, dont l'unique édition avait eu lieu en 2018. Une nouvelle édition de l'Open de Haining a également été organisée, lui qui n'avait pas été reconduit lors de la saison précédente.
- Le Classique et le Masters de Hong Kong ne sont pas reconduits.

## Calendrier
| C = Tournoi classé (professionnel)              |
| NC = Tournoi non classé (professionnel)         |
| A = Tournoi alternatif (professionnel)          |
| TE = Tournoi par équipes (professionnel)        |
| P/A = Tournoi pro-am (professionnel et amateur) |
| QT = Circuit du Q Tour (amateur)                |
| TMS = Tournée mondiale seniors (professionnel)  |

| Dates (mois-jour) | Dates (mois-jour) | Tournoi                                 | Lieu          | Site                          | Cat. | Vainqueur                                | Finaliste                             | Score     | Réf.   |
| 05-04             | 05-07             | Open de Vienne                          | Vienne        | 15 Reds Köö Wien Snooker Club | P/A  | Florian Nüßle                            | Lukas Kleckers                        | 5-0       | [ 2 ]  |
| 05-16             | 05-20             | Open de Haining                         | Haining       |                               | NC   | Yuan Sijun                               | Wu Yize                               | 5-1       | [ 3 ]  |
| 06-26             | 07-21             | Championnat de la ligue                 | Leicester     | Morningside Arena             | C    | Shaun Murphy                             | Mark Williams                         | 3-0       | [ 4 ]  |
| 08-01             | 08-05             | Open de Huangguoshu                     | Anshun        | Huangguoshu Tourism Area      | NC   | Judd Trump                               | John Higgins                          | 5-1       | [ 5 ]  |
| 08-22             | 08-27             | Masters d'Europe                        | Nuremberg     | Kia Metropol Arena            | C    | Barry Hawkins                            | Judd Trump                            | 9-6       | [ 6 ]  |
| 08-25             | 08-27             | Q Tour n°1                              | North Shields | North East Snooker Centre     | QT   | Liam Davies                              | Craig Steadman                        | 5-2       | [ 7 ]  |
| 09-11             | 09-17             | Masters de Shanghai                     | Shanghai      | Shanghai Grand Stage          | NC   | Ronnie O'Sullivan                        | Luca Brecel                           | 11-9      | [ 8 ]  |
| 09-15             | 09-17             | Q Tour n°2                              | Stockholm     | Snookerhallen                 | QT   | Michael Holt                             | Liam Davies                           | 5-2       | [ 9 ]  |
| 09-25             | 10-01             | Open de Grande-Bretagne                 | Cheltenham    | The Centaur                   | C    | Mark Williams                            | Mark Selby                            | 10-7      | [ 10 ] |
| 10-02             | 10-08             | Open d'Angleterre                       | Brentwood     | Brentwood Centre              | C    | Judd Trump                               | Zhang Anda                            | 9-7       | [ 11 ] |
| 10-09             | 10-15             | Open de Wuhan                           | Wuhan         | Centre sportif de Wuhan       | C    | Judd Trump                               | Ali Carter                            | 10-7      | [ 12 ] |
| 10-20             | 10-22             | Q Tour n°3                              | Heilbronn     | Billardzentrum am Pfühlpark   | QT   | Umut Dikme                               | Hamim Hussain                         | 5-1       | [ 13 ] |
| 10-22             | 10-29             | Open d'Irlande du Nord                  | Belfast       | Waterfront Hall               | C    | Judd Trump                               | Chris Wakelin                         | 9-3       | [ 14 ] |
| 11-05             | 11-12             | Championnat international               | Tianjin       | Tianjin People's Stadium      | C    | Zhang Anda                               | Tom Ford                              | 10-6      | [ 15 ] |
| 11-10             | 11-12             | Q Tour n°4                              | Walsall       | Landywood Snooker Club        | QT   | Antoni Kowalski                          | Rory McLeod                           | 5-3       | [ 16 ] |
| 11-13             | 11-19             | Champion des champions                  | Bolton        | Bolton Whites Hotel           | NC   | Mark Allen                               | Judd Trump                            | 10-3      | [ 17 ] |
| 11-25             | 12-03             | Championnat du Royaume-Uni              | York          | Barbican Centre               | C    | Ronnie O'Sullivan                        | Ding Junhui                           | 10-7      | [ 18 ] |
| 12-06             | 12-09             | Snooker Shoot-Out                       | Swansea       | Swansea Arena                 | C    | Mark Allen                               | Cao Yupeng                            | 1-0       | [ 19 ] |
| 12-11             | 12-17             | Open d'Écosse                           | Édimbourg     | Meadowbank Sports Centre      | C    | Gary Wilson                              | Noppon Saengkham                      | 9-5       | [ 20 ] |
| 12-15             | 12-17             | Q Tour n°5                              | Brighton      | Castle Snooker Club           | QT   | Michael Holt                             | Daniel Womersley                      | 5-1       | [ 21 ] |
| 12-22             | 12-24             | Masters de Macao (épreuve 1)            | Macao         | Studio City                   | NC   | Mark Selby                               | Ali Carter                            | 6-3       | [ 22 ] |
| 12-26             | 12-29             | Masters de Macao (épreuve 2)            | Macao         | Wynn Palace                   | NC   | Mark Williams                            | Jack Lisowski                         | 9-6       | [ 23 ] |
| 01-04             | 01-06             | Open des trois rois                     | Rankweil      | Patricks Candian Taverne      | P/A  | Alexander Ursenbacher                    | Luca Kaufmann                         | 3-0       | [ 24 ] |
| 01-05             | 01-07             | Q Tour n°6                              | Sofia         | National Snooker Academy      | QT   | Michael Holt                             | Alfie Davies                          | 5-4       | [ 25 ] |
| 01-07             | 01-14             | Masters                                 | Londres       | Alexandra Palace              | NC   | Ronnie O'Sullivan                        | Ali Carter                            | 10-7      | [ 26 ] |
| 01-15             | 01-21             | Grand Prix mondial                      | Leicester     | Morningside Arena             | C    | Ronnie O'Sullivan                        | Judd Trump                            | 10-7      | [ 27 ] |
| 01-29             | 02-04             | Masters d'Allemagne                     | Berlin        | Tempodrom                     | C    | Judd Trump                               | Si Jiahui                             | 10-5      | [ 28 ] |
| 02-12             | 02-18             | Open du pays de Galles                  | Llandudno     | Venue Cymru                   | C    | Gary Wilson                              | Martin O'Donnell                      | 9-4       | [ 29 ] |
| 02-16             | 02-18             | Q Tour n°7                              | Leeds         | Northern Snooker Centre       | QT   | Peter Lines                              | Umut Dikme                            | 5-1       | [ 30 ] |
| 02-19             | 02-25             | Championnat des joueurs                 | Telford       | Telford International Centre  | C    | Mark Allen                               | Zhang Anda                            | 10-8      | [ 31 ] |
| 02-23             | 02-25             | Open d'Italie                           | Bolzano       | 15 Palle                      | P/A  | Ross Muir                                | Giuseppe Maisano                      | 3-0       | [ 32 ] |
| 03-04             | 03-06             | Masters mondiaux                        | Riyad         | Boulevard Arena               | NC   | Ronnie O'Sullivan                        | Luca Brecel                           | 5-2       | [ 33 ] |
| 01-02             | 03-13             | Championnat de la ligue                 | Leicester     | Morningside Arena             | NC   | Mark Selby                               | Joe O'Connor                          | 3-1       | [ 34 ] |
| 03-13             | 03-15             | Q Tour Play-offs                        | Sarajevo      | Hotel Hills                   | QT   | Duane Jones Amir Sarkhosh Mohamed Shebab | Liam Davies Iulian Boiko Yu Liu Chang | 10-9 10-8 | [ 35 ] |
| 03-18             | 03-24             | Open mondial                            | Yushan        | Yushan Sport Centre           | C    | Judd Trump                               | Ding Junhui                           | 10-4      | [ 36 ] |
| 03-30             | 03-31             | Championnat du monde par équipes mixtes | Manchester    | Manchester Central            | TE   | Luca Brecel Reanne Evans                 | Mark Selby Rebecca Kenna              | 4-2       | [ 37 ] |
| 03-29             | 04-01             | Open de Belgique                        | Glabbeek      | Hangaar 44                    | P/A  | Joe O'Connor                             | Antoni Kowalski                       | 4-2       | [ 38 ] |
| 04-01             | 04-07             | Championnat du circuit                  | Manchester    | Manchester Central            | C    | Mark Williams                            | Ronnie O'Sullivan                     | 10-5      | [ 39 ] |
| 04-20             | 05-06             | Championnat du monde                    | Sheffield     | Crucible Theatre              | C    | Kyren Wilson                             | Jak Jones                             | 18-14     | [ 40 ] |
| 05-08             | 05-12             | Championnat du monde seniors            | Sheffield     | Crucible Theatre              | TMS  | Igor Figueiredo                          | Ken Doherty                           | 5-2       | [ 41 ] |

## Classement mondial en début et fin de saison

### Après lechampionnat du monde 2023
| Rang | Évol.         | Joueur            | Points  |
| 1    | en stagnation | Ronnie O'Sullivan | 886 000 |
| 2    | 10            | Luca Brecel       | 876 500 |
| 3    | 11            | Mark Allen        | 860 500 |
| 4    | 2             | Judd Trump        | 556 000 |
| 5    | 2             | Mark Selby        | 549 500 |
| 6    | 2             | Neil Robertson    | 542 000 |
| 7    | 2             | Shaun Murphy      | 445 500 |
| 8    | en stagnation | Kyren Wilson      | 427 000 |
| 9    | 4             | John Higgins      | 398 500 |
| 10   | 3             | Mark Williams     | 391 000 |
| 11   | 5             | Zhao Xintong      | 387 500 |
| 12   | 8             | Ali Carter        | 310 000 |
| 13   | 14            | Robert Milkins    | 285 500 |
| 14   | 4             | Jack Lisowski     | 279 000 |
| 15   | 18            | Gary Wilson       | 260 000 |
| 16   | 12            | Ryan Day          | 245 500 |

### Après lechampionnat du monde 2024
| Rang | Évol.         | Joueur            | Points  |
| 1    | 2             | Mark Allen        | 965 000 |
| 2    | 2             | Judd Trump        | 911 000 |
| 3    | 5             | Kyren Wilson      | 851 500 |
| 4    | 2             | Luca Brecel       | 690 500 |
| 5    | 4             | Ronnie O'Sullivan | 659 000 |
| 6    | 1             | Mark Selby        | 648 500 |
| 7    | en stagnation | Shaun Murphy      | 498 000 |
| 8    | 9             | Ding Junhui       | 466 500 |
| 9    | 1             | Mark Williams     | 457 500 |
| 10   | 2             | Ali Carter        | 428 000 |
| 11   | 4             | Gary Wilson       | 421 500 |
| 12   | 48            | Zhang Anda        | 406 000 |
| 13   | 11            | Tom Ford          | 340 500 |
| 14   | 24            | Jak Jones         | 317 500 |
| 15   | 5             | Barry Hawkins     | 312 500 |
| 16   | 7             | John Higgins      | 303 500 |